# Harpocrácio
Harpocrácio (Harpocration) foi um poeta e retor romano do século IV. Era nativo do Egito. Tornou-se pupilo e depois colega de Eudemão em Antioquia e mais tarde lecionou em Constantinopla. Ele foi citado por Libânio nas epístolas 364, 368 (datadas de 358) e 818 (datadas de 363). Possivelmente pode ser identificado com Harpocrácio de Alexandria, o autor de uma obra de medicina.